# Aelurillus subaffinis
Aelurillus subaffinis är en spindelart som beskrevs av Lodovico di Caporiacco 1947. 
Aelurillus subaffinis ingår i släktet Aelurillus och familjen hoppspindlar. Inga underarter finns listade i Catalogue of Life.